# Convexidade (economia)
Convexidade é um conceito estudado em microeconomia, na Teoria do consumidor, e diz o seguinte: as médias são preferíveis ao invés dos extremos. Exemplificando: com determinada renda (ou orçamento) o consumidor tem a possibilidade de adquirir dois bens, por exemplo. Ele pode ter 50 unidades do bem 1 e nenhuma do bem 2; ou 50 unidades do bem 2 e nenhuma do bem 1; ou pode obter 25 unidades de cada. De acordo com o pressuposto da convexidade, o consumidor ficará com a última opção, 25 unidades do bem 1 e 25 do bem 2, pois suas necessidades serão melhor atendidas com um pouco de cada bem, não com muito de um e nada de outro. O nome convexidade é dado por conta da forma convexa[1] das curvas de indiferença.
Convexidade é um tópico importante de economia. No Modelo Arrow-Debreu do equilíbrio econômico geral, os agentes têm conjuntos orçamentários convexos e preferências convexas: Nos preços de equilíbrio, o hiperplano do orçamento contém a melhor curva de indiferença possível. A função de lucro é o conjugado convexo da função de custo. A análise convexa é a ferramenta padrão para analisar livros-texto de economia. Fenômenos não-convexos na economia têm sido estudados com a "análise não suavizada", que generaliza a análise convexa.

## Preliminares
A economia depende das seguintes definições e resultados da geometria convexa.

### Espaços vetoriais reais
Em um espaço vetorial real de duas dimensões pode ser definido um sistema de coordenadas cartesiano no qual todo ponto é identificado por uma lista de dois números reais, chamados de "coordenadas", que são denotados por convenção de x e y. Dois pontos no plano cartesiano podem ser somados como coordenadas
(x1, y1) + (x2, y2) = (x1+x2, y1+y2);
Além disso, um ponto pode ser multiplicado por cada número real λ como coordenadas
λ (x, y) = (λx, λy).
De modo mais geral, qualquer espaço vetorial real de dimensões (finitas) D pode ser visto como um conjunto de todas as possíveis listas de D números reais { (v1, v2, . . . , vD) } juntos com duas operações: adição vetorial e multiplicação por um número real. Para espaços vetoriais com dimensões finitas, as operações de adição de vetores e multiplicação por números reais podem ser definidas em termos de coordenadas, seguindo o exemplo do plano cartesiano.

### Conjuntos convexos

Na envoltória convexa do conjunto vermelho, cada ponto azul é uma combinação convexa de alguns pontos vermelhos.

Em um espaço vetorial real, um conjunto é definido ser convexo se, para cada par de seus pontos, todo ponto no segmento de reta que as junta é coberta pelo conjunto. Por exemplo, um cubo sólido é convexo. No entanto, qualquer coisa que é oca ou com relevo, por exemplo, uma forma crescente, é não-convexa. Por sua vez, o conjunto vazio é convexo.
Mais formalmente, um conjunto Q é convexo se, para todos os pontos, v0 and v1 in Q e para cada número real λ no intervalo unitário [0,1], o ponto
(1 − λ) v0 + λv1
é um elemento de Q.
Por indução matemática, um conjunto Q é convexo se e somente se toda combinação convexa dos elementos de Q também pertence a Q. Por definição, uma combinação convexa de um subconjunto indexado {v0, v1, . . . , vD} de um espaço vetorial é qualquer média ponderada λ0v0 + λ1v1 + . . . +  λDvD, para algum conjunto indexado de números reais não-negativos {λd} que satisfazem a equação λ0 + λ1 + . . .  +  λD = 1
A definição de um conjunto convexo implica que a intersecção de dois conjuntos convexos é um conjunto convexo. De um modo mais geral, a intersecção de uma família de conjuntos convexos é um conjunto convexo.

### Envoltória convexa
Para todo subconjunto Q de um espaço vetorial real, sua envoltória convexa Conv(Q) é o conjunto convexo mínimo que contém Q. Assim, Conv(Q) é a intersecção de todos os conjuntos convexos que cobre Q. A envoltória convexa de um conjunto pode ser equivalentemente definido como o conjunto de todas as combinações convexas de pontos em Q.

## Dualidade: Intersecção de semi-espaços

Conjunto convexo A (em rosa), um hiperplano de suporte de (a linha tracejada), e a metade do espaço delimitado por parte do hiperplano que contém (em azul claro).

O hiperplano de suporte é um conceito da geometria. Um hiperplano divide um espaço em dois meio-espaços. Diz-se que um hiperplano apoia um conjunto {\displaystyle S} no espaço euclidiano {\displaystyle \mathbb {R} ^{n}} se ele cumpre ambas as condições seguintes:
- {\displaystyle S} é inteiramente contido em um dos dois meio-espaços fechados determinados pelo hiperplano
- {\displaystyle S} tem pelo menos um ponto no hiperplano.

Aqui, um meio-espaço fechado é o meio-espaço que inclui o hiperplano.

### Teorema de hiperplano de suporte

Um conjunto convexo pode ter mais de um hiperplano de suporte em um dado ponto de fronteira.

Este teorema diz que se {\displaystyle S} é um conjunto convexo fechado no espaço euclidiano {\displaystyle \mathbb {R} ^{n},} e {\displaystyle x} é um ponto na fronteira de {\displaystyle S,}, então existe um hiperplano de suporte que contém {\displaystyle x}.
O hiperplano no teorema pode não ser único, como pode ser visto na segunda figura à direita. Se o conjunto fechado {\displaystyle S} não é convexo, a afirmação do teorema não é verdadeira em todos os pontos da fronteira de {\displaystyle S,} como ilustrado na terceira figura à direita.

Um hiperplano de suporte que contém um dado ponto na fronteira de não pode existir se não é convexo.

### Economia

O consumidor prefere o vetor de bens (Q_{x}, Q_{y}) em relação a outros vetores acessíveis. Nesse vetor ótimo, a linha de orçamento apoia a curva de indiferença I_{2}.

Uma cesta ótima de bens ocorre onde o conjunto de preferências convexas do consumidor é apoiada pela restrição orçamentária, como mostrado no diagrama. Se o conjunto de preferências é convexo, então o conjunto de decisões ótimas do consumidor é um conjunto convexo, por exemplo, uma cesta única ótima (ou até mesmo um segmento de reta de cestas ótimas).
Para simplificar, devemos assumir que as preferências de um consumidor podem ser descritas por uma função de utilidade que é uma função contínua, o que implica que os conjuntos de preferências são fechados (Os significados de "conjunto fechado" é explicado abaixo, na subseção de aplicações de otimização).

## Não-convexidade

Quando as preferências do consumidor têm concavidades, os orçamentos lineares não necessitam de um equilíbrio de suporte: Consumidores podem pular entre alocações.

Se um conjunto de preferências é não-convexo, então alguns preços produzem um orçamento que apoia duas diferentes decisões ótimas de consumo. Por exemplo, pode-se imaginar que, em um zoológico, um leão custa tanto quanto uma águia, e o orçamento é suficiente para apenas uma águia ou um leão. Pode-se supor também que o dono do zoológico vê cada animal como igualmente valiosos. Neste caso, o zoológico poderia comprar um leão ou uma águia. Obviamente, o dono do zoológico não deseja comprar a metade de cada um dos animais. Portanto, as preferências do dono do zoológico são não-convexas: ele prefere ter uma combinação estritamente convexa de ambos os animais.
Conjuntos não-convexos foram incorporados nas teorias do equilíbrio econômico geral, de falhas de mercado, e de economia pública Esses resultados são descritos em livros-texto de microeconomia da graduação, teoria do equilíbrio geral, teoria dos jogos, economia matemática, e matemática aplicada (para economistas). Os resultados do lema de Shapley-Folkman estabelecem que não-convexidades são compatíveis com equilíbrios aproximados em mercados com muitos consumidores. Esses resultados também se aplicam a economias de produção com muitas pequenas firmas.
Em "oligopólios" (mercados dominados por poucos produtores), principalmente em "monopólios" (mercados por um produtor), as não-convexidades permanecem importantes. Preocupações quando a grandes produtores explorando o poder de mercado iniciaram de fato a literatura de conjuntos não-convexos, quando Piero Sraffa escreveu sobre firmas com retornos de escala crescentes em 1926, após o qual Harold Hotelling escreveu sobre custo marginal em 1938. Tanto Sraffa quanto Hotelling expuseram o poder de mercado dos produtores sem competidores, claramente estimulando uma literatura do lado da oferta da economia. Conjuntos não-convexos aparecem também com os bens ambientais (e com as externalidades), com economia da informação e com mercados de ações (e outros mercados incompletos). Tais aplicações continuaram a motivar os economistas a estudar conjuntos não-convexos.

### Análise não suave
Os economistas tem cada vez mais estudado conjuntos não-convexos com análise não suave, que generaliza a análise convexa. "Não-convexidades na produção e consumo... requerem ferramentas matemáticas que vão além da convexidade, e seu desenvolvimento teve de esperar a invenção do cálculo não-suave", como descrito por Rockafellar Wets e Mordukhovich, de acordo com Khan. Brown escreveu que a "maior inovação metodológica na análise do equilíbrio geral das firmas com controle sobre os preços" era "a introdução de métodos de não-análise, como uma síntese da análise global (topologia diferencial) e da análise convexa." De acordo com Brown, "A análise não suave aumenta a aproximação local de variedades aos planos tangentes [e aumenta] a aproximação análoga de conjuntos convexos a cones tangentes" que podem ser não suaves ou não-convexos. Os economistas também têm usado a topologia algébrica.